# Lupa Roma Football Club
El Lupa Roma Football Club fue un club de fútbol de Italia con sede en la ciudad de Roma, en la región de Lacio. Fue fundado en 1974 y refundado varias veces, hasta su desaparición en 2019.

## Historia
Fue fundado en el año 1974 en Frascati (Roma) con el nombre LVPA Frascati; nació de la fusión de dos equipos: Associazione Sportiva Frascati y OMI Roma. Ha sido refundado varias veces, y en el 2004 obtuvo el lugar del Cisco Roma en la Serie D, adquiriendo sus derechos deportivos.
En la temporada 2012/13 cambiaron su nombre a Lupa Roma luego de que el club se mudara a Roma. Sus colores eran blanco, celeste, amarillo y rojo.

## Palmarés
- Serie D: 1

2013/14 (Grupo G)

## Jugadores

### Jugadores destacados
- Marco Amelia
- Davide Bariti
- Luciano Leccese